# Victor Navasky
Victor Saul Navasky (* 5. Juli 1932 in New York City; † 23. Januar 2023 ebenda) war US-amerikanischer Journalist, Herausgeber, Verleger und Autor. Er war als Professor an der Columbia University Graduate School of Journalism tätig. Von 1978 bis 1995 war er Schriftleiter der Wochenzeitung The Nation und von 1995 bis 2005 ihr Herausgeber und Direktor. Zuvor war er Redakteur des New York Times Magazine für dessen monatlich erscheinende Kolumne über Bücher-Neuerscheinungen.

## Leben
Navasky war Absolvent des Swarthmore College (1954) und war Mitglied der Verbindung Phi Beta Kappa mit hohen Auszeichnungen in den Sozialwissenschaften sowie der Yale Law School (Rechtswissenschaft), während dieser Zeit wurde er zum Mitbegründer und Redakteur des satirischen Magazins Monokel.
1994 – während eines einjährigen Sabbatical von The Nation – wurde er zunächst Fellow am Harvard Institute of Politics, kurz darauf „Senior Fellow“ am Zentrum für Friedensmedienforschung der Columbia University auf. Als er zu der Wochenzeitung The Nation zurückkehrte, kaufte er sie gemeinsam mit anderen Investoren und wurde ihr Herausgeber.
Navasky war auch ein „Fellow“ der Guggenheim Fellowship, Gastdozent an der Russell Sage Foundation (einer 1907 gegründeten Vereinigung zur Förderung von Sozial- und Lebensbedingungen) und Gastprofessor für Journalistik an der Princeton University. Er hat an vielen Colleges und Universitäten gelehrt und in zahlreichen Zeitschriften und Journalen Artikel und Rezensionen veröffentlicht.
2005 erhielt Navasky einen George Polk Award. Diese Auszeichnung wird jährlich von der Long Island University an Journalisten für journalistische Integrität und investigative Berichterstattung vergeben. 2006 wurde er in die American Academy of Arts and Sciences gewählt.
Navasky gehörte den Vorständen der Autorenvereinigung „Authors Guild“ sowie des Internationalen PEN-Clubs und des Komitee für den Schutz von Journalisten an. Ab 2020 war Navasky Mitglied des Board of Defending Rights & Dissent.
Navasky lebte mit seiner Frau und drei Kindern in New York City.

## Publikationen
- Kennedy Justice. Atheneum, 1971, ISBN 1-58348-543-0.
- Naming Names. Viking, 1980, ISBN 0-8090-0183-7. (ein Buch über die Schwarzen Listen Hollywoods)
- mit Christopher Cerf: The Experts Speak: The Definitive Compendium of Authoritative Misinformation. (Die Experten sprechen: Das definitive Kompendium obrigkeitlicher Desinformation), 1984, 1998, ISBN 0-679-77806-3.
- A Matter of Opinion. Farrar Straus and Giroux, 2005, ISBN 0-374-29997-8.
- mit Christopher Cerf: Mission Accomplished! How We Won the War in Iraq. (Mission beendet. Wie wir den Krieg im Irak gewannen), 2008, ISBN 978-1-4165-6993-0.

## Zeitschriften
- Monocle (magazine)|Monocle (Gründungsmitglied und Redakteur)
- The Nation (Redakteur, später Herausgeber)
- Columbia Journalism Review (Direktor)